# Bodda Mouhsine
Bodda Mouhsine (ur. 18 lipca 1994 w Teyarett) – mauretański piłkarz grający na pozycji defensywnego pomocnika. Od 2020 jest zawodnikiem klubu FC Nouadhibou.

## Kariera klubowa
W sezonie 2017/2018 Mouhsine grał w klubie ACS Ksar. W latach 2018–2020 występował w FC Tevragh-Zeina. W sezonie 2019/2020 wywalczył z nim wicemistrzostwo Mauretanii oraz zdobył Puchar Mauretanii. W 2020 roku przeszedł do FC Nouadhibou. W sezonie 2020/2021 został z nim mistrzem Mauretanii.

## Kariera reprezentacyjna
W reprezentacji Mauretanii Mouhsine zadebiutował 26 lipca 2017 w wygranym 2:0 meczu Mistrzostw Narodów Afryki 2018 z Liberią, rozegranym w Monrovii. W 2022 został powołany do kadry na Puchar Narodów Afryki 2021. Na tym turnieju rozegrał jeden mecz grupowy, z Mali (0:2).